# 严鼎皓
严鼎皓（1998年4月6日—），中国足球运动员，司职中场，四川绵阳三台人，现租借效力于中国足球超级联赛广州恒大淘宝足球俱乐部。
严鼎皓在云南昆明的南洋国际足球学校开始学习足球，后来辗转昆明足协、人大附中三高、梅斯、杭州绿城青训。2016年，他前往葡萄牙，加盟波尔图U19梯队，期间随队参加了欧洲青年联赛，成为第二位参加这项赛事的中国球员、第一位参加欧洲青年联赛四分之一决赛的中国球员。此后，他先后效力波尔图B隊、萨尔盖鲁什、阿洛卡、贡多马尔。2019年2月，他以租借方式加盟中超联赛广州恒大淘宝。

## 俱乐部生涯

### 早年
严鼎皓的父亲严志云曾就读于体校，14岁开始接受足球训练，在校期间参加了四川省的青年足球比赛，体校毕业后在绵阳市的一家音响企业任职，1997年转到该公司的昆明分部从事销售。2005年夏天，严鼎晧开始在红塔足球基地内的南洋国际足球学校学习足球。学校的教练团队多为韩国人和巴西人，中国足球教练高仲勋也在那里担任教练。一年半过后，南洋国际足球学校由于资金问题倒闭了。严鼎皓改而同昆明市足球协会1995－1996梯队的球员训练，这些球员比他大两三岁。
小学毕业后，严鼎皓来到北京，加入人大附中三高足球俱乐部。报道称，当时严鼎晧想要放弃读书、专心踢球，但父亲坚决要他先通过中考。由于人大附中三高俱乐部兼顾足球和文化课，严志云为严鼎皓选了这里。初中毕业后，严鼎皓受成都足协推荐，到法国梅斯足球俱乐部训练。有报道称，当时严志云为他办理了一年的休学手续。出国半年后，由于打不上比赛，严鼎皓决定回到中国。回国后，他加盟了杭州绿城足球俱乐部。在杭州绿城梯队，严鼎皓渐渐成为了球队的核心。期间，他入选了中国国青队，参加了亚青赛外围赛。2015年，他曾在荷兰足球甲级联赛格罗宁根足球俱乐部试训，最终没有加盟。

### 波尔图梯队
2016年8月，严鼎皓加盟葡萄牙足球超级联赛波尔图足球俱乐部U19梯队，签约三年。8月13日，葡萄牙全国青年甲级联赛首轮比赛，严鼎皓就代表波尔图U19首发出场，这是他第一次代表波尔图U19首发。2016年10月18日歐洲青年聯賽（也译青年欧冠）小组赛波尔图U19与布鲁日U19的比赛中，严鼎皓替补出场，他成为了第二个参加歐洲青年聯賽的中国球员，前一位是林良铭。2017年3月7日，歐洲青年聯賽四分之一决赛波尔图U19客场与巴塞罗那U19的比赛上，严鼎皓替补出场，这使得他成为首位在歐洲青年聯賽八强战亮相的中国球员。整个赛季，严鼎皓代表波尔图U19共出场了34次，完成6个进球、7次助攻。赛季末，严鼎皓由波尔图U19梯队升入波尔图B隊，同期升级的共有6名球员。2017年夏天，严鼎皓返回中国，代表浙江队参加了中华人民共和国第十三届运动会男足U20比赛，担任球队的中场核心。浙江队最终在决赛的点球大战中输给了上海队，夺得亚军。

### 葡萄牙低级别联赛
2017至2018赛季，严鼎皓在波尔图B队得不到出场机会。冬歇期，他租借加盟葡萄牙锦标联赛的萨尔盖鲁什体育俱乐部。另一名中国球员叶尔杰提·叶尔扎提不久也加盟了这支球队。半个赛季里，严鼎皓出场12次，打入3球。他的位置由前腰渐渐改为后腰。赛季末，萨尔盖鲁什队降级了。
2018年8月，严鼎皓租借加盟葡萄牙足球甲级联赛球队阿洛卡。然而，在阿罗卡的半年时间里，他从未出场比赛，仅有一次进入大名单。2019年1月31日，严鼎皓加盟葡萄牙锦标联赛贡多马尔体育俱乐部。不过，一个月后他便以租借方式回到中国。

### 广州恒大淘宝
2019年2月28日，中国足球超级联赛广州恒大淘宝足球俱乐部宣布以租借方式签下严鼎皓，租借期为半年。有媒体后来透露，由于经纪人开价过高，广州恒大淘宝不愿接受，但主教练卡纳瓦罗非常欣赏严鼎皓，最后俱乐部决定选用折衷方案，先租借半个赛季再决定。
2019年4月6日中超联赛第4轮广州恒大淘宝与广州富力的广州德比中，严鼎皓在第87分钟替下杨立瑜。这是他首次在中超联赛亮相，也是他第一次代表广州恒大淘宝出战正式比赛。这一天正是他的公历生日。4月23日，亚冠联赛F组第4轮广州恒大淘宝客场与墨尔本胜利的比赛中，严鼎皓在第67分钟替下何超，这是他首次在亚冠联赛出场。5月1日，中国足协杯第4轮广州恒大淘宝主场与河南建业的比赛中，严鼎皓首次代表广州恒大淘宝首发出战正式比赛，表现出色。当天正是劳动节，主教练卡纳瓦罗在赛后新闻发布会上将严鼎皓称为劳动模范。6月2日，中超联赛第12轮广州恒大淘宝客场与河南建业的比赛上，严鼎皓第一次在联赛首发出场。比赛中，他制造了对方中后卫的一记乌龙球，还在比赛临近尾声时打入了个人中超联赛第一球，帮助球队以5比2取胜。2019年6月、7月，严鼎皓连续两个月当选中超联赛最佳U21球员。
2019年8月11日，中超联赛广州恒大淘宝客场与北京中赫国安的关键比赛的上半场，严鼎皓在无对抗的情况下扭伤左膝，随后被替换下场。严鼎皓受伤倒地时，北京工人体育场的部分球迷高喊“报应”，引起了争议。赛后检查发现，他的左膝前交叉韧带断裂，需要进行手术，将无缘2019年中超联赛的余下比赛。媒体透露，他本已入选中国国家足球队备战世界杯预选赛的名单，这次重伤将使他错过世界杯预选赛40强赛前半程的比赛，也将错过2020年1月的东京奥运会预选赛。这是他职业生涯中第一次遭遇重伤。为了安慰他，主教练卡纳瓦罗安排全队在8月15日主场与重庆斯威的联赛比赛前为严鼎皓送祝福。赛前的热身阶段广州恒大淘宝全队身穿印有严鼎皓名字的训练服，赛前合影时球员们举起了严鼎皓的15号球衣。

## 国家队生涯

### 中国国青队
2015年1月，严鼎皓首次入选中国国家青年足球队，当时的主教练是李明。同年10月的亚青赛外围赛上，严鼎皓在对阵澳门的比赛中打进一球。2016年，严鼎皓没能入选中国国青队出征2016年亞足聯U-19錦標賽的正式名单。

### 中国国奥队
2017年5月，为了给将来组建国奥队做准备，中国足协成立了U20年龄段精英训练营，孙继海担任领队。这支队伍后来发展为中国U20男足选拔队、中国足协U21选拔队，但并非正式的国家队。严鼎皓曾参加过这支球队的集训，并且随队出征2018年土伦杯，在与英格蘭21歲以下足球代表隊的比赛中攻入一球。
2018年9月，荷兰教练希丁克接手中国国奥队，冲击2020年东京奥运会男足比赛。希丁克上任后的首期集训，严鼎皓就被选入名单。2019年3月，严鼎皓随队参加2020年亞足聯U-23錦標賽外圍賽，也即东京奥运预选赛。三场比赛中，严鼎皓全部首发登场，他还在第三场比赛中担任了队长。